# Trevor Barry
Trevor Barry (* 14. Juni 1983 in Nassau) ist ein bahamaischer Leichtathlet. Barry startet in den Disziplinen Hochsprung und Weitsprung.
Barry gewann die Silbermedaille im Hochsprung bei den Commonwealth Games 2010 in Neu-Delhi.
Mit seiner bisher persönlichen Bestleistung von übersprungenen 2,32 m wurde Barry Dritter im Hochsprung-Wettbewerb der Leichtathletik-Weltmeisterschaften 2011 im südkoreanischen Daegu.
Bei den Olympischen Spielen 2012 schied Barry mit einer übersprungenen Höhe von 2,16 m in der Qualifikation aus und belegte den 16. Platz.
Barry wird von Keith Parker trainiert.